# Italo Salsi
Italo Salsi (Massenzatico, 6 febbraio 1865 – Parma, 11 maggio 1962) è stato un politico italiano.

## Biografia
Di modeste condizioni economiche, aderì fin da giovane alle idee socialiste e collaborò strettamente con Camillo Prampolini.
Dopo l'emanazione delle leggi antianarchiche, nonostante le idee riformiste, venne arrestato e il 5 novembre 1894 venne condannato al domicilio coatto per 2 anni e inviato a Porto Ercole
In occasione delle elezioni politiche del 1895 Prampolini cedette a Salsi la candidatura nel collegio di Reggio Emilia e Salsi venne effettivamente eletto al ballottaggio. Dopo il termine del mandato non si ricandidò ma proseguì nell'attività politica e sindacale nell'ambito del Partito Socialista. Allo scoppio della Prima guerra mondiale fece propaganda neutralista e nel 1922 aderì al Partito socialista unitario di Filippo Turati e Giacomo Matteotti.